# Caryomys
Caryomys és un gènere de rosegadors de la família dels cricètids. Les dues espècies d'aquest grup són endèmiques de les regions muntanyoses del centre de la Xina. La seva fesomia i la forma del pelatge recorden les espècies del gènere Eothenomys. Les seves dents molars manquen d'arrel. El seu hàbitat natural són els boscos humits, com ara els boscos de galeria i les selves nebuloses. El nom genèric Caryomys significa ‘ratolí de les nous’ en llatí.